# مايك بانكس
مايك بانكس (بالإنجليزية: Mike Banks)‏ هو دي جيه وموسيقي أمريكي، ولد في القرن العشرين.

## وصلات خارجية
- مايك بانكس على موقع ميوزك برينز (الإنجليزية)
- مايك بانكس على موقع ميوزك برينز (الإنجليزية)
- مايك بانكس على موقع أول ميوزيك (الإنجليزية)
- مايك بانكس على موقع أول ميوزيك (الإنجليزية)
- مايك بانكس على موقع ديسكوغز (الإنجليزية)